# 심성영
심성영(1992년 10월 14일 ~ )은 대한민국의 농구 선수이다. 한국여자프로농구(WKBL) 아산 우리은행 우리WON 소속으로, 포지션은 포인트 가드이다.